# モレタイ
モレタイ（リトアニア語: Molėtai、ポーランド語: Malaty）は、リトアニア北東部に位置するウテナ郡の都市である。リトアニアの首都ヴィリニュスの人々のリゾート地として知られている。2009年の人口は6,883人である。
ヴィリニュスの約 60 km 北、ウテナの 30 km に位置している。ヴィリニュスの司教の私有地として Malaty の名前で14世紀に歴史に現れた。1969年にリトアニア唯一の天文台が 13 km ほど離れた場所に設立された。モレタイの街にはアイセタス湖をはじめ多くの湖があり、夏の間のキャンプ地として利用されている。
小惑星 (124192) 「モレタイ」はこの町の名前から命名された。